# Pata (Sulu)
Pata è una municipalità di quarta classe delle Filippine, situata nella Provincia di Sulu, nella Regione Autonoma nel Mindanao Musulmano.
Pata è formata da 14 baranggay:
- Andalan
- Daungdong
- Kamawi
- Kanjarang
- Kayawan (Pob.)
- Kiput
- Likud
- Luuk-tulay
- Niog-niog
- Patian
- Pisak-pisak
- Saimbangon
- Sangkap
- Timuddas